# Самбар (страва)
Самбар (таміл: சாம்பார், каннада: ಸಾಂಬಾರು, малаялам: സാമ്പാര്‍, телуґу: సాంబారు, sambar, sambhar, sambaaru) — страва, популярна в Південній Індії (штати Андхра-Прадеш, Карнатака, Керала і Таміл-Наду) та на півночі Шрі-Ланки. Має вигляд печені з овочів, зокрема тамаринду і тоовар-далу. Для приготування використовується спеціальна суміш прянощів самбар масала.